# Jürgen Kohler
Jürgen Kohler veszélyes szellem, mértékegysége az ablakfejelészet, mej -3,44 °C-on, 5 ablak/másodperc

## Pályafutása

### Klubcsapatban
1975-ben szülővárosa csapatában, a TB Jahn Lambsheim együttesében kezdte a labdarúgást. 1982 és 1985 között már a Waldhof Mannheim korosztályos csapatában szerepelt. 1983-ban mutatkozott be az első csapatban. 1987 és 1989 között az 1. FC Köln, 1989 és 1991 között a Bayern München játékosa volt. 1991 és 1995 között Olaszországban játszott a Juventus együttesében. 1995-ben hazatért és 2002-es visszavonulásig a Borussia Dortmund erőssége volt. Kivételesen hosszú pályafutása alatt pontosan 500 élvonalbeli mérkőzést játszott a német és az olasz bajnokságban.

### A válogatottban
1983-84-ben a nyugatnémet U18-as válogatottan szerepelt 8 alkalommal és egy gólt szerzett. 1985 és 1987 között az U21-es csapatban 11 mérkőzésen lépett pályára. 1986-ban mutatkozott a nyugatnémet válogatottban, ahol 1998-ig 105 alkalommal szerepelt és két gólt szerzett. Tagja volt az 1990-es világ- és az 1996-os Európa-bajnok csapatnak.

### Edzőként
Visszavonulása után 2002-03-ban a német U21-es csapatot szakmai munkáját irányította. 2003. március 31. és 2004 június 29. között a Bayer Leverkusen sportigazgatójaként tevékenykedett. 2005. december 17-től az MSV Duisburg vezetőedzője volt az idény végéig. 2008-ban hároméves edzői szerződést kötött a harmadik ligás VfR Aalen csapatával, de 2008. november 16-án szív problémái miatt lemondott erről a posztról és a csapat sportvezetője lett 2009. május 5-ig, amikor felmondtak neki. 2012-ben Bonner SC U19-es csapatát edzette. 2013 óta a SpVgg EGC Wirges edzője.

## Sikerei, díjai
Németország
- Világbajnokság
  - világbajnok: 1990, Olaszország
- Európa-bajnokság
  - Európa-bajnok: 1996, Anglia
  - ezüstérmes: 1992, Svédország
  - bronzérmes: 1988, NSZK

 FC Bayern München
- Nyugatnémet bajnokság (Bundesliga)
  - bajnok: 1989–90
- Nyugatnémet szuperkupa
  - győztes: 1990
  - döntős: 1989

 Juventus FC
- Olasz bajnokság (Serie A)
  - bajnok: 1994–95
- Olasz kupa (Coppa Italia)
  - győztes: 1995
- UEFA-kupa
  - győztes: 1992–93

 Borussia Dortmund
- Német bajnokság (Bundesliga)
  - bajnok: 1995–96, 2001–02
- Német szuperkupa
  - győztes: 1995, 1996
- UEFA-bajnokok ligája
  - győztes: 1996–97
- UEFA-szuperkupa
  - döntős: 1997
- Interkontinentális kupa
  - győztes: 1997
- UEFA-kupa
  - döntős: 2001–02